# UFC Fight Night: Overeem vs. Volkov
UFC Fight Night: Overeem vs. Volkov (conosciuto anche come UFC Fight Night 184, oppure UFC on ESPN+ 42, o anche UFC Vegas 18) è stato un evento di arti marziali miste tenuto dalla Ultimate Fighting Championship il 6 febbraio 2021 all'UFC APEX di Las Vegas, negli Stati Uniti.

## Risultati
|                  | Divisione             |                   |                 |                       | Metodo                                      | Round           | Tempo           | Premio          |
| Card Principale  | Card Principale       | Card Principale   | Card Principale | Card Principale       | Card Principale                             | Card Principale | Card Principale | Card Principale |
| ---------------- | --------------------- | ----------------- | --------------- | --------------------- | ------------------------------------------- | --------------- | --------------- | --------------- |
|                  | Pesi massimi          | Aleksandr Volkov  | batte           | Alistair Overeem      | KO (pugni)                                  | 2               | 2:06            | POTN            |
|                  | Pesi gallo            | Cory Sandhagen    | batte           | Frankie Edgar         | KO tecnico (ginocchiata saltata)            | 1               | 0:28            | POTN            |
|                  | Pesi leggeri          | Clay Guida        | batte           | Michael Johnson       | Decisione unanime (30–27, 30–27, 30–27)     | 3               | 5:00            |                 |
|                  | Pesi mosca            | Alexandre Pantoja | batte           | Manel Kape            | Decisione unanime (29–28, 29–28, 30–27)     | 3               | 5:00            |                 |
|                  | Pesi leggeri          | Beneil Dariush    | batte           | Carlos Diego Ferreira | Decisione non unanime (28–29, 29–28, 29–28) | 3               | 5:00            | FOTN            |
|                  | Pesi mediomassimi     | Danilo Marques    | batte           | Mike Rodríguez        | Sottomissione tecnica (rear-naked choke)    | 2               | 4:52            |                 |
| Card Preliminare |                       |                   |                 |                       |                                             |                 |                 |                 |
|                  | Catchweight (160 lbs) | Devonte Smith     | batte           | Justin Jaynes         | KO tecnico (stop medico)                    | 2               | 3:38            |                 |
|                  | Pesi gallo femminili  | Karol Rosa        | batte           | Joselyne Edwards      | Decisione unanime (30–27, 30–27, 30–27)     | 3               | 5:00            |                 |
|                  | Pesi mosca femminili  | Lara Procópio     | batte           | Molly McCann          | Decisione unanime (29–27, 29–28, 30–27)     | 3               | 5:00            |                 |
|                  | Pesi piuma            | Seung Woo Choi    | batte           | Youssef Zalal         | Decisione unanime (29–28, 29–28, 30–27)     | 3               | 5:00            |                 |
|                  | Pesi piuma            | Timur Valiev      | batte           | Martin Day            | Decisione unanime (30–25, 30–25, 30–26)     | 3               | 5:00            |                 |
|                  | Pesi piuma            | Ode Osbourne      | batte           | Jerome Rivera         | KO (pugni)                                  | 1               | 0:26            |                 |

## Premi
I lottatori premiati ricevettero un bonus di 50.000 dollari.
Legenda:
- FOTN: Fight of the Night (vengono premiati entrambi gli atleti per il miglior incontro dell'evento)
- POTN: Performance of the Night (viene premiato il vincitore per la migliore performance dell'evento)